# 宋哲元墓
宋哲元墓位於四川省綿陽市遊仙區，文物遺址年代判定為1940年。2012年7月16日公佈為第八批四川省文物保護單位。
宋哲元墓位於綿陽市東郊富樂山。國民革命軍第二十九軍軍長、陸軍上將宋哲元，於民國二十九年(1940)4月5日病逝於綿陽鹽市街永安公寓，遂葬於此。墓瑩坐北朝南，基垣石砌，土園墓頂，墓四周以石條築矮牆圍護。圍牆門前石構“八德亭”，內額刻有孝、弟、忠、信、禮、義、廉、恥八個篆字。1967年在墓園附近修建解放軍第77陸軍醫院（今綿陽市療養院），宋墓被毀，靈樞倖存。1978年由成都軍區直接撥款在77醫院內重建宋墓，占地400平方米，由墓道林園區和祭壇墓瑩區組成。1983年被綿陽市人民政府公佈為市級文物保護單位。